# Juha Wuolijoki
Pour les articles homonymes, voir Wuolijoki.
Juha Wuolijoki, né le 10 novembre 1969 à Helsinki (Finlande), est un réalisateur, scénariste et producteur finlandais, PDG fondateur de la société de production et de distribution Snapper Films (fi).

## Biographie

### Formation
- Université technologique d'Helsinki

## Filmographie

### Au cinéma

#### Acteur
- 1993 : Toinen luonto
- 2015 : Night Goes Long : Movie moguls
- 2015 : Shamitabh : Dr. Stephen

#### Comme réalisateur
- 1996 : Paulie
- 2007 : Christmas story, la véritable histoire du Père Noël
- 2011 : Hella W
- 2014 : Zarra's Law
- 2021 : Vinski ja näkymättömyyspulveri

#### Producteur
- 2004 : Gourmet Club (fi)
- 2007 : Christmas story, la véritable histoire du Père Noël
- 2007 : Näin tehtiin Joulutarina
- 2011 : Father, Son & Holy Cow
- 2011 : Hella W
- 2011 : Let My People Go!
- 2012 : Ella ja kaverit
- 2012 : Näin tehtiin Ella ja kaverit -elokuva
- 2013 : Ella ja kaverit 2 - Paterock
- 2013 : Näin tehtiin Ella ja kaverit 2 - Paterock
- 2014 : Zarra's Law
- 2015 : Shamitabh
- 2018 : The Guardian Angel
- 2021 : Vinski ja näkymättömyyspulveri
- Date inconnue : Sherlock North

#### Comme scénariste
- 1996 : Paulie
- 2007 : Christmas story, la véritable histoire du Père Noël
- 2011 : Hella W
- 2021 : Vinski ja näkymättömyyspulveri

### À la télévision

#### Comme réalisateur
- 2004 : Gourmet Club (fi) (téléfilm)
- 2007 : Kaikki kunnossa (série télévisée, 4 épisodes)
- Prochainement : Sherlock North (série télévisée)

#### Comme scénariste
- 2004 : Gourmet Club (fi) (téléfilm)
- Prochainement : Sherlock North (série télévisée)

## Récompenses et distinctions
- (en) Juha Wuolijoki: Awards, sur l'Internet Movie Database